# Scott-Küste
Koordinaten: 77° S, 163° O
Die Scott-Küste ist ein Küstenabschnitt entlang des McMurdo-Sunds im ostantarktischen Viktorialand, der sich zwischen Kap Washington im Norden und dem Minna Bluff im Süden erstreckt. Im Norden schließt sich die Borchgrevink-Küste an, und im Süden die Hillary-Küste. Sie liegt weitgehend am offenen Rossmeer, reicht aber im Süden in das Ross-Schelfeis hinein.
Das New Zealand Antarctic Place-Names Committee benannte die Küste nach dem britischen Polarforscher Robert Falcon Scott (1868–1912), Leiter der Discovery-Expedition (1901–1904) und der Terra-Nova-Expedition (1911–1913), unter dessen Führung der größte Teil dieser Küste erkundet und zahlreiche geographische Objekte benannt wurden.